# 溪鱧
溪鱧（学名：Rhyacichthys aspro），又名溪塘鱧、石貼仔，为輻鰭魚綱虾虎鱼目鰕虎亞目溪鱧科溪鱧屬下的一个种。

## 分布
分布於亞洲及大洋洲熱帶淡水及半鹹水域，具有洄游性，在台灣主要分布於東部溪流。

## 特徵
本魚體延長，頭部平扁，頭部腹面及胸鰭平坦呈吸盤，眼略小、口小下位。下唇隱於腹面，體被有櫛鱗，側線發達，尾鰭略凹狀，體色為黃褐色或暗褐色，並有深色斑點或斑塊。具有2個背鰭，第一背鰭具灰黑色外緣、第二背鰭有3條點列的縱線；尾鰭具有2-3列黑色橫紋；腹鰭與胸鰭各有黑色橫斑。背鰭硬棘8枚、背鰭軟條8-9枚、 臀鰭硬棘1枚、臀鰭軟條8-9枚，體長可達25公分。

## 生態
屬於底棲性魚類，為典型的溯河洄游性魚類，溯河能力極強，可到遠離出海口數十公里的溪流，通常喜好水流快速岩石底質的溪流或深潭，警覺性高，主要以岩石上的藻類為食。

## 經濟利用
可食用，但非經濟性魚類。

## 扩展阅读
- 維基物種上的相關：溪鱧